# Мацудзакі (Сідзуока)

Мацудза́кі (яп. 松崎町, まつざきちょう, МФА: [mat͡sud͡zakʲi t͡ɕoː]?) — містечко в Японії, в повіті Камо префектури Сідзуока. Розташоване в південно-східній частині префектури, на південному заході півострова Ідзу, на березі Тихого океану. Отримало статус містечка 1901 року. Площа становить 85,23 км². Станом на 1 серпня 2011 року населення складало 7493  осіб, густота населення — 87,9 осіб/км². Основою економіки є сільське господарство, рибальство.  В населеному пункті розташовані численні гарячі джерела.